# Liste des chapelles de la Vienne
La liste des chapelles de la Vienne présente les chapelles de culte catholique situées sur le territoire des communes du départements français de la Vienne.
Il est fait état des diverses protections dont elles peuvent bénéficier, et notamment les inscriptions et classements au titre des monuments historiques.
Toutes sont situées dans l'archidiocèse de Poitiers.

## Liste
| Chapelle                                                                                     | Commune              | Adresse | Coordonnées                        | Notice         | Protection | Date                    | Illustration                                                  |
| -------------------------------------------------------------------------------------------- | -------------------- | ------- | ---------------------------------- | -------------- | --- | ----------------------- | ------------------------------------------------------------- |
| Ancienne chapelle castrale Saint-Pierre d'Angles-sur-l'Anglin                                | Angles-sur-l'Anglin  |         | 46° 41′ 36″ nord, 0° 53′ 04″ est   |                | |                         | Ancienne chapelle castrale Saint-Pierre d'Angles-sur-l'Anglin |
| Chapelle du prieuré de Laverré                                                               | Angles-sur-l'Anglin  |         | 46° 28′ 09″ nord, 0° 18′ 55″ est   |                | |                         | Image manquante Téléverser                                    |
| Chapelle Notre-Dame de Boisse                                                                | Availles-Limouzine   |         | 46° 09′ 30″ nord, 0° 36′ 08″ est   |                | |                         | Image manquante Téléverser                                    |
| Chapelle funéraire de la Madeleine                                                           | Beaumont Saint-Cyr   |         | 46° 45′ 08″ nord, 0° 26′ 52″ est   | « PA86000017 » | Inscrit MH | 2002                    | Chapelle funéraire de la Madeleine                            |
| Chapelle du château de Touffou                                                               | Bonnes               |         | 46° 37′ 01″ nord, 0° 35′ 26″ est   |                | |                         | Chapelle du château de Touffou                                |
| Chapelle de Comblé                                                                           | Bonnes               |         | 46° 24′ 12″ nord, 0° 12′ 21″ est   | « PA00105370 » | Inscrit MH | 1968                    | Image manquante Téléverser                                    |
| Chapelle Notre-Dame de Marçay                                                                | Chouppes             |         | 46° 49′ 18″ nord, 0° 14′ 20″ est   |                | |                         | Image manquante Téléverser                                    |
| Chapelle de l'hospice du château-Larcher                                                     | Château-Larcher      |         | 46° 25′ 04″ nord, 0° 18′ 53″ est   |                | |                         | Image manquante Téléverser                                    |
| Chapelle Sainte-Catherine de Civaux                                                          | Château-Larcher      |         | 46° 26′ 47″ nord, 0° 39′ 52″ est   |                | |                         | Chapelle Sainte-Catherine de Civaux                           |
| Chapelle de Curzay-sur-Vonne                                                                 | Curzay-sur-Vonne     |         | 46° 29′ 28″ nord, 0° 02′ 49″ est   |                | |                         | Image manquante Téléverser                                    |
| Chapelle Saint-Thibault de Saint-Thibault                                                    | Fleuré               |         | 46° 28′ 36″ nord, 0° 30′ 52″ est   |                | |                         | Image manquante Téléverser                                    |
| Chapelle de l'Épinoux                                                                        | Jardres              |         | 46° 34′ 05″ nord, 0° 33′ 22″ est   |                | |                         | Image manquante Téléverser                                    |
| Chapelle de la Vierge-et-Sainte-Catherine de Jouhet                                          | Jouhet               |         | 46° 29′ 26″ nord, 0° 50′ 19″ est   | « PA00105476 » | Classé MH | 1908                    | Image manquante Téléverser                                    |
| Chapelle du château de la Bonnetière                                                         | La Chaussée          |         | 46° 53′ 33″ nord, 0° 05′ 39″ est   |                | |                         | Image manquante Téléverser                                    |
| Chapelle de Verger sur Dive                                                                  | La Grimaudière       |         | 46° 47′ 02″ nord, 0° 03′ 48″ est   |                | |                         | Image manquante Téléverser                                    |
| Chapelle Sainte-Radegonde de Marconnay                                                       | La Grimaudière       |         | 46° 47′ 49″ nord, 0° 03′ 53″ est   |                | |                         | Image manquante Téléverser                                    |
| Chapelle de la maison-mère des Filles de la Croix                                            | La Puye              |         | 46° 38′ 29″ nord, 0° 45′ 14″ est   |                | |                         | Chapelle de la maison-mère des Filles de la Croix             |
| Chapelle Notre-Dame-des-Anges de Celliers                                                    | Lencloître           |         | 46° 48′ 40″ nord, 0° 16′ 47″ est   |                | |                         | Image manquante Téléverser                                    |
| Chapelle Sainte-Sulpice des Ormes                                                            | Les Ormes            |         | 46° 56′ 39″ nord, 0° 37′ 53″ est   | « PA00105571 » | Inscrit MH | 1969                    | Image manquante Téléverser                                    |
| Chapelle des Monteils des Montagnes                                                          | Les Trois-Moutiers   |         | 47° 04′ 16″ nord, 0° 01′ 36″ est   |                | |                         | Image manquante Téléverser                                    |
| Chapelle du château de la Mothe-Chandeniers                                                  | Les Trois-Moutiers   |         | à géolocaliser                     |                | |                         | Chapelle du château de la Mothe-Chandeniers                   |
| Chapelle de Mezeaux                                                                          | Ligugé               |         | 46° 31′ 42″ nord, 0° 18′ 05″ est   |                | |                         | Chapelle de Mezeaux                                           |
| Chapelle Saint-Martin dite chapelle du catéchumène de Ligugé                                 | Ligugé               |         | 46° 31′ 03″ nord, 0° 19′ 56″ est   |                | |                         | Image manquante Téléverser                                    |
| Chapelle Saint-Pierre des Aleux                                                              | Linazay              |         | 46° 10′ 13″ nord, 0° 10′ 19″ est   |                | |                         | Image manquante Téléverser                                    |
| Chapelle Saint-Jean-Charles-Cornay de Loudun                                                 | Loudun               |         | 47° 00′ 37″ nord, 0° 05′ 05″ est   |                | |                         | Image manquante Téléverser                                    |
| Chapelle de Maillé                                                                           | Maillé               |         | 46° 40′ 38″ nord, 0° 05′ 31″ est   | « PA00105519 » | Inscrit MH Portail en arc surbaissé surmonté d'un écusson ; deux petites fenêtres en arc trèflé sur la face nord et au chevet                         | 1947                    | Image manquante Téléverser                                    |
| Chapelle Saint-Sylvain anciennement église paroissiale de Loubressac                         | Mazerolles           |         | 46° 25′ 28″ nord, 0° 41′ 09″ est   |                | |                         | Image manquante Téléverser                                    |
| Chapelle Saint-Sylvain de Loubressac                                                         | Mazerolles           |         | 46° 25′ 27″ nord, 0° 41′ 06″ est   |                | |                         | Image manquante Téléverser                                    |
| Chapelle funéraire de Mazeuil                                                                | Mazeuil              |         | 46° 47′ 19″ nord, 0° 04′ 59″ est   | « PA86000035 » | Inscrit MH | 2008                    | Image manquante Téléverser                                    |
| Chapelle du château de Beauvoir                                                              | Mignaloux-Beauvoir   |         | 46° 31′ 51″ nord, 0° 25′ 43″ est   |                | |                         | Image manquante Téléverser                                    |
| Chapelle Saint-Thibault de la Favrie                                                         | Millac               |         | 46° 12′ 27″ nord, 0° 43′ 13″ est   |                | |                         | Image manquante Téléverser                                    |
| Chapelle de la Bonne-Dame de Moncontour                                                      | Moncontour           |         | 46° 52′ 55″ nord, 0° 00′ 45″ ouest |                | |                         | Image manquante Téléverser                                    |
| Chapelle Saint-Médard d'Asnières                                                             | Monthoiron           |         | 46° 44′ 24″ nord, 0° 35′ 55″ est   | « PA00125694 » | Inscrit MH | 1993                    | Image manquante Téléverser                                    |
| Chapelle de Beauvais                                                                         | Monthoiron           |         | 46° 44′ 53″ nord, 0° 35′ 46″ est   | « PA00132786 » | Inscrit MH | 1994                    | Chapelle de Beauvais                                          |
| Tour-chapelle de la Vierge de Montmorillon                                                   | Montmorillon         |         | 46° 25′ 32″ nord, 0° 51′ 58″ est   |                | |                         | Image manquante Téléverser                                    |
| Chapelle de la Barbade                                                                       | Moussac              |         | 46° 16′ 15″ nord, 0° 39′ 24″ est   | « IA00047271 » | |                         | Image manquante Téléverser                                    |
| Chapelle de Monvinard                                                                        | Nouaillé-Maupertuis  |         | 46° 30′ 33″ nord, 0° 25′ 16″ est   | « PA00125697 » | Inscrit MH | 1993                    | Image manquante Téléverser                                    |
| Chapelle du prieuré de Sainte-Marie d'Availles                                               | Nouaillé-Maupertuis  |         | 46° 29′ 47″ nord, 0° 26′ 19″ est   |                | |                         | Image manquante Téléverser                                    |
| Chapelle Saint-Louis de Poitiers                                                             | Poitiers             |         | 46° 34′ 45″ nord, 0° 20′ 30″ est   | « PA00105591 » | Classé MH La chapelle, la sacristie et le pavillon central                                                                                            | 1908                    | Chapelle Saint-Louis de Poitiers                              |
| Chapelle Sainte-Croix de Poitiers                                                            | Poitiers             |         | 46° 34′ 45″ nord, 0° 21′ 02″ est   | « PA00105588 » | Inscrit MH | 1973                    | Chapelle Sainte-Croix de Poitiers                             |
| Chapelle du Sacré-Cœur de Poitiers                                                           | Poitiers             |         | 46° 35′ 06″ nord, 0° 20′ 54″ est   | « PA86000006 » | Inscrit MH | 1997                    | Image manquante Téléverser                                    |
| Chapelle de la Sainte-Trinité de la maison diocésaine de Poitiers                            | Poitiers             |         | à géolocaliser                     |                | |                         | Image manquante Téléverser                                    |
| Chapelle de l'hôpital de la Charité de Poitiers                                              | Poitiers             |         | à géolocaliser                     |                | |                         | Image manquante Téléverser                                    |
| Chapelle de l'hôpital Pasteur de Poitiers                                                    | Poitiers             |         | à géolocaliser                     |                | |                         | Image manquante Téléverser                                    |
| Chapelle de l'hôtel de Briey de Poitiers                                                     | Poitiers             |         | à géolocaliser                     |                | |                         | Chapelle de l'hôtel de Briey de Poitiers                      |
| Chapelle de l'Hôtel-Dieu de Poitiers                                                         | Poitiers             |         | à géolocaliser                     |                | |                         | Image manquante Téléverser                                    |
| Chapelle de l'Immaculée-Conception de Poitiers                                               | Poitiers             |         | 46° 34′ 51″ nord, 0° 20′ 36″ est   |                | |                         | Image manquante Téléverser                                    |
| Chapelle de l'Union Chrétienne de Poitiers                                                   | Poitiers             |         | à géolocaliser                     |                | |                         | Image manquante Téléverser                                    |
| Ancienne chapelle à Poitiers                                                                 | Poitiers             |         | à géolocaliser                     |                | |                         | Image manquante Téléverser                                    |
| Ancienne chapelle Notre-Dame-de-la-Salette de Poitiers                                       | Poitiers             |         | à géolocaliser                     |                | |                         | Ancienne chapelle Notre-Dame-de-la-Salette de Poitiers        |
| Chapelle des Filles de la Sagesse de la Cueille Mirebalaise                                  | Poitiers             |         | à géolocaliser                     |                | |                         | Image manquante Téléverser                                    |
| Chapelle des Filles de Notre-Dame de Poitiers                                                | Poitiers             |         | à géolocaliser                     |                | |                         | Image manquante Téléverser                                    |
| Chapelle des Gaillards de Poitiers                                                           | Poitiers             |         | à géolocaliser                     |                | |                         | Image manquante Téléverser                                    |
| Chapelle des Sœurs de Picpus de Poitiers                                                     | Poitiers             |         | à géolocaliser                     |                | |                         | Image manquante Téléverser                                    |
| Chapelle du collège de la Providence de Poitiers                                             | Poitiers             |         | à géolocaliser                     |                | |                         | Image manquante Téléverser                                    |
| Chapelle du couvent des Dominicains de Poitiers                                              | Poitiers             |         | à géolocaliser                     |                | |                         | Image manquante Téléverser                                    |
| Chapelle du Gesù de Poitiers                                                                 | Poitiers             |         | à géolocaliser                     |                | |                         | Image manquante Téléverser                                    |
| Chapelle non consacrée de l'école Cornet Coligny de Poitiers                                 | Poitiers             |         | à géolocaliser                     |                | |                         | Image manquante Téléverser                                    |
| Chapelle Notre-Dame des gens du voyage de Poitiers                                           | Poitiers             |         | à géolocaliser                     |                | |                         | Image manquante Téléverser                                    |
| Chapelle Notre-Dame-de-l'Annonciation de Poitiers                                            | Poitiers             |         | à géolocaliser                     |                | |                         | Image manquante Téléverser                                    |
| Chapelle Saint-Charles, des Carmélites de Poitiers                                           | Poitiers             |         | à géolocaliser                     |                | |                         | Image manquante Téléverser                                    |
| Chapelle Saint-Cybard, des Dominicaines de Poitiers                                          | Poitiers             |         | à géolocaliser                     |                | |                         | Image manquante Téléverser                                    |
| Chapelle Sainte-Marie-Reine-des-Cœurs de Poitiers                                            | Poitiers             |         | 46° 35′ 03″ nord, 0° 21′ 16″ est   |                | |                         | Image manquante Téléverser                                    |
| Chapelle Saint-Thomas, de l'Échevinage de Poitiers                                           | Poitiers             |         | à géolocaliser                     |                | |                         | Image manquante Téléverser                                    |
| Chapelle du Pont-Joubert                                                                     | Poitiers             |         | à géolocaliser                     |                | |                         | Chapelle du Pont-Joubert                                      |
| Chapelle Saint-Léonard de Ranton                                                             | Ranton               |         | 47° 00′ 01″ nord, 0° 01′ 46″ ouest |                | |                         | Chapelle Saint-Léonard de Ranton                              |
| Chapelle Saint-Martin de Ranton                                                              | Ranton               |         | 46° 59′ 51″ nord, 0° 02′ 19″ ouest |                | |                         | Image manquante Téléverser                                    |
| Chapelle de Thou                                                                             | Rouillé              |         | 46° 27′ 47″ nord, 0° 00′ 26″ est   |                | |                         | Image manquante Téléverser                                    |
| Chapelle de la Roche                                                                         | Saint-Jean-de-Sauves |         | à géolocaliser                     |                | |                         | Image manquante Téléverser                                    |
| Chapelle du cimetière de Frontenay sur Dive                                                  | Saint-Jean-de-Sauves |         | à géolocaliser                     |                | |                         | Image manquante Téléverser                                    |
| Chapelle Saint-Aubin dite aussi Notre-Dame-de-la-Bonne-Aide de Saint-Aubin                   | Saint-Jean-de-Sauves |         | à géolocaliser                     |                | |                         | Image manquante Téléverser                                    |
| Chapelle Notre-Dame-de-la-Crépinière et Notre-Dame-des-Grâces de Crué                        | Sammarçolles         |         | à géolocaliser                     |                | |                         | Image manquante Téléverser                                    |
| Chapelle de Saulgé                                                                           | Saulgé               |         | 46° 22′ 42″ nord, 0° 52′ 29″ est   | « PA86000039 » | Inscrit MH L'ancienne chapelle en totalité ; Classé MH Les deux chapiteaux sculptés, avec leurs colonnes, situés dans le chœur de l'ancienne chapelle | 2010/03/12 ; 2010/10/05 | Image manquante Téléverser                                    |
| Chapelle de l'établissement d'hébergement pour personnes agées dépendantes de la Brunetterie | Sèvres-Anxaumont     |         | à géolocaliser                     |                | |                         | Image manquante Téléverser                                    |
| Chapelle du château de Ternay                                                                | Ternay               |         | 47° 02′ 22″ nord, 0° 02′ 28″ ouest |                | |                         | Chapelle du château de Ternay                                 |
| Chapelle de Cubord                                                                           | Valdivienne          |         | 46° 28′ 53″ nord, 0° 39′ 05″ est   | « PA00105750 » | Classé MH | 1924                    | Image manquante Téléverser                                    |
| Chapelle Sainte-Radegonde d'Yversay                                                          | Yversay              |         | 46° 40′ 42″ nord, 0° 12′ 56″ est   | « IA00044335 » | |                         | Image manquante Téléverser                                    |